# 纖維 (數學)
在數學裡，Y 內一點y 在函數f : X → Y 之下的纖維是指單元素集合{y} 在f 之下的逆像，亦即指{\displaystyle f^{-1}(\{y\})=\{x\in X:f(x)=y\}}。也有人稱「f 在y 的纖維」，通常標記為{\displaystyle f^{-1}(y)}。

## 另見
- 纖維化
- 纖維叢
- 纖維積
- 像 (範疇論)
- 像
- 逆關係
- 核心
- 原像攻擊
- 關係